# Amietophrynus camerunensis
Amietophrynus camerunensis là một loài cóc thuộc họ Bufonidae.
Loài này có ở Cameroon, Cộng hòa Trung Phi, Cộng hòa Dân chủ Congo, Guinea Xích Đạo, Gabon, Nigeria, có thể cả Cộng hòa Congo, và có thể cả Tanzania.
Môi trường sống tự nhiên của chúng là rừng ẩm vùng đất thấp nhiệt đới hoặc cận nhiệt đới, đầm nước ngọt, và rừng trước đây suy thoái nghiêm trọng.
Chúng hiện đang bị đe dọa vì mất nơi sống.